# Javi Mier
Javier Mier Martínez (Oviedo, 4 de febrero de 1999), generalmente conocido como Javi Mier, es un futbolista español que juega como centrocampista en la S. D. Huesca de la Segunda División de España.

## Trayectoria
Debutó profesionalmente con Real Oviedo en Segunda División el 5 de enero de 2020, empatando 1-1 contra el Málaga C. F. Ascendió al primer equipo la siguiente temporada y en febrero de 2023 renovó su contrato hasta junio de 2025. Sin embargo, el 2 de septiembre de ese mismo año llegó a un acuerdo para su desvinculación. Horas después se anunció su fichaje por la S. D. Huesca.

## Selección nacional
Fue convocado por la selección sub-16 y sub-17 en varias convocatorias de entrenamientos oficiales, llegando a representar a España en partido amistoso en 2014 frente a Turquía y participando en el torneo UEFA celebrado en el Algarve en el 2015 frente a Portugal, Alemania y Países Bajos.

## Estadísticas
Actualizado a último partido jugado el 4 de octubre de 2024.
| Club                         | Div.          | Temporada     | Liga  | Liga  | Copas nacionales | Copas nacionales | Total | Total |
| Club                         | Div.          | Temporada     | Part. | Goles | Part.            | Goles            | Part. | Goles |
| ---------------------------- | ------------- | ------------- | ----- | ----- | ---------------- | ---------------- | ----- | ----- |
| Real Oviedo Vetusta · España | 3.ª           | 2016-17       | 9     | 0     | —                | —                | 9     | 0     |
| Real Oviedo Vetusta · España | 3.ª           | 2017-18       | 16    | 0     | —                | —                | 16    | 0     |
| Real Oviedo Vetusta · España | 2.ª B         | 2018-19       | 24    | 0     | —                | —                | 24    | 0     |
| Real Oviedo Vetusta · España | 2.ª B         | 2019-20       | 23    | 2     | —                | —                | 23    | 2     |
| Real Oviedo Vetusta · España | Total club    | Total club    | 72    | 2     | 0                | 0                | 72    | 2     |
| Real Oviedo · España         | 2.ª           | 2019-20       | 1     | 0     | 0                | 0                | 1     | 0     |
| Real Oviedo · España         | 2.ª           | 2020-21       | 24    | 1     | 2                | 0                | 26    | 1     |
| Real Oviedo · España         | 2.ª           | 2021-22       | 27    | 2     | 0                | 0                | 27    | 2     |
| Real Oviedo · España         | 2.ª           | 2022-23       | 10    | 0     | 0                | 0                | 10    | 0     |
| Real Oviedo · España         | Total club    | Total club    | 62    | 3     | 2                | 0                | 64    | 3     |
| S.D. Huesca · España         | 2.ª           | 2023-24       | 26    | 1     | 3                | 0                | 29    | 1     |
| S.D. Huesca · España         | 2.ª           | 2024-25       | 8     | 1     | 0                | 0                | 8     | 1     |
| S.D. Huesca · España         | Total club    | Total club    | 34    | 2     | 3                | 0                | 37    | 2     |
| Total carrera                | Total carrera | Total carrera | 148   | 7     | 5                | 0                | 153   | 7     |

(Incluye partidos de 2.ª, 2.ªB, 3.ª asturiana, Copa del Rey y promociones de ascenso)

## Vida personal
Su hermano gemelo Jorge Mier es también futbolista, juega como lateral derecho y también ha llegado a debutar con el Real Oviedo . Su hermano mayor, Tato, también formó parte del Real Oviedo Vetusta, habiendo debutado también con el primer equipo del Real Oviedo en el 2006. Es la primera vez que 3 miembros de la misma familia llegan a debutar con el primer equipo del Real Oviedo.